# Họ Trương hôi
Họ Trương hôi (danh pháp khoa học: Tapisciaceae) là tên gọi ở cấp họ trong thực vật có hoa. Cho tới gần đây nó đã bị nhiều nhà phân loại học từ bỏ, và nó đã từng không được công nhận trong hệ thống APG II năm 2003. Tuy nhiên, gần đây nó đã được phục hồi để bao hàm 2 chi nhỏ là Tapiscia và Huertea chỉ chứa 5 loài. Khu vực phân bố: Trung Quốc, Tây Ấn, miền bắc Nam Mỹ. Người Trung Quốc gọi các loài trong chi Tapiscia là anh tiêu thụ.

## Hình ảnh